# Buccinulum vittatum
Buccinulum vittatum är en snäckart. Buccinulum vittatum ingår i släktet Buccinulum och familjen valthornssnäckor.

## Underarter
Arten delas in i följande underarter:
- B. v. bicinctum
- B. v. vittatum

## Bildgalleri

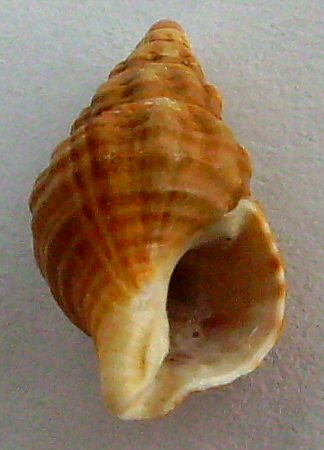